# 讃岐津田駅
讃岐津田駅（さぬきつだえき）は、香川県さぬき市津田町津田にある四国旅客鉄道（JR四国）高徳線の駅である。駅番号はT15。駅表示パネルのコメントは「津田の松原の駅」。

## 歴史
- 1926年（大正15年）3月21日：鉄道省高徳本線の駅として開業[1]。
- 1972年（昭和47年）10月1日：貨物取扱廃止[1]。
- 1984年（昭和59年）2月1日：荷物扱い廃止[1]。
- 1987年（昭和62年）4月1日：国鉄分割民営化により、JR四国の駅となる[1]。
- 2010年（平成22年）9月1日：無人駅化[2][3]。

## 駅構造
ホームは相対式・島式混合2面3線で、2番のりばが一線スルーの地上駅。
かつて、駅舎内にJR四国子会社のウィリーウィンキー讃岐津田店（1991年11月7日開店）、四国キヨスクのキヨスクがあったが撤退した。
無人駅。JR四国の契約社員による業務委託駅であったが､2010年9月1日に無人化された｡
自動券売機が設置されている。トイレ（汲取り式）あり。

### のりば
| のりば | 路線    | 方向 | 行先                   | 備考             |
| ------ | ------- | ---- | ---------------------- | ---------------- |
| 1      | ■高徳線 | 下り | 三本松・引田・徳島方面 |                  |
| 1      | ■高徳線 | 上り | 志度・高松方面         | 通常はこのホーム |
| 2・3   | ■高徳線 | 上り | 志度・高松方面         | 行違い時のみ     |

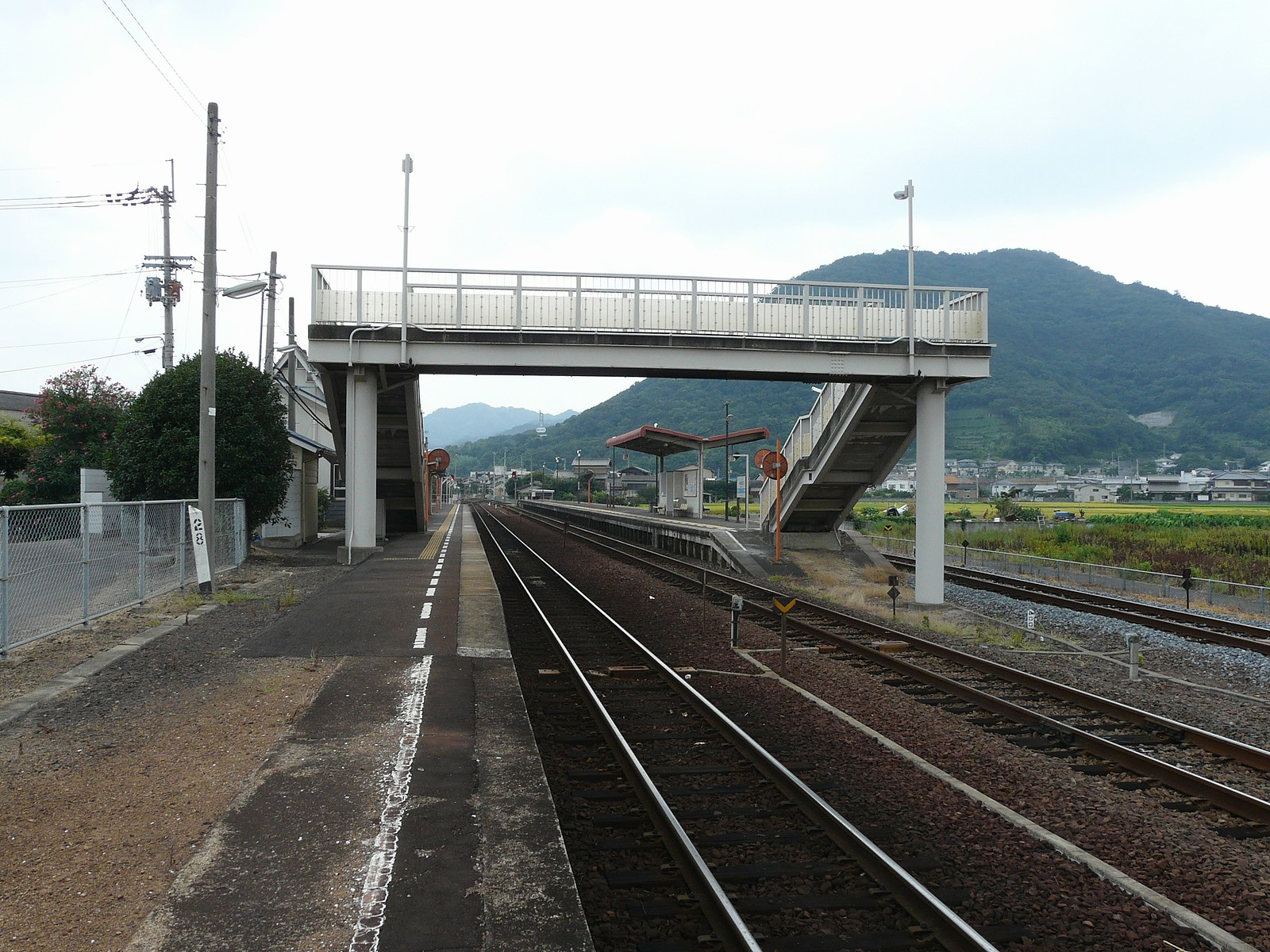
構内（2007年7月、神前方より）
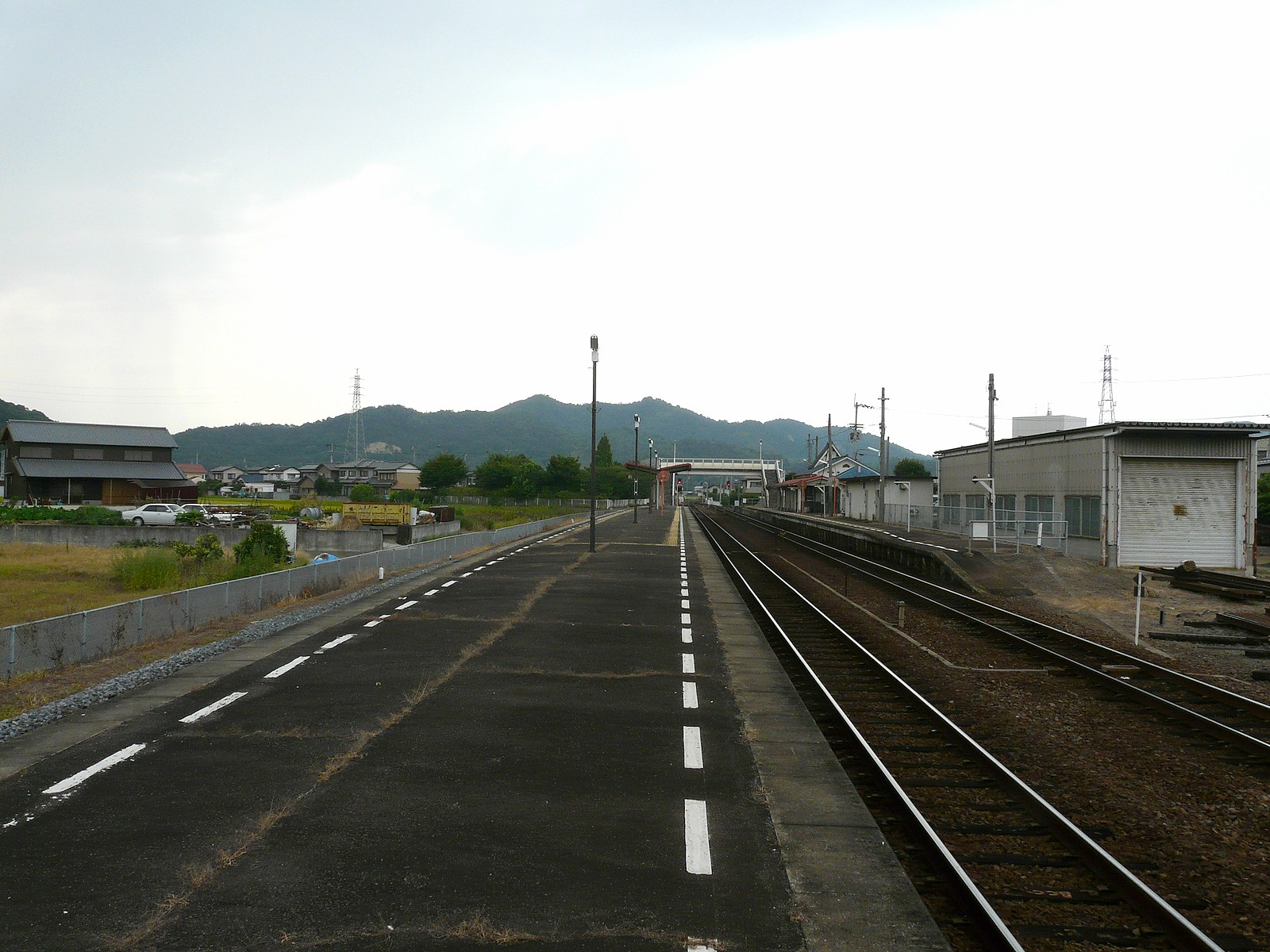
構内（2007年7月、鶴羽方より）

## 利用状況
1日平均の乗車人員は以下の通り。
| 乗車人員推移 | 乗車人員推移 |
| 年度         | 1日平均人数  |
| ------------ | ------------ |
| 2008         | 566          |
| 2009         | 540          |
| 2010         | 512          |
| 2011         | 514          |
| 2012         | 513          |
| 2013         | 517          |
| 2014         | 505          |

## 駅周辺
- 津田出張所
- 大川広域行政組合
- さぬき警察署津田交番
- 香川県大川合同庁舎
  - 香川県東讃県民センター
  - 香川県東讃農業改良普及センター
  - 香川県東讃保健福祉事務所

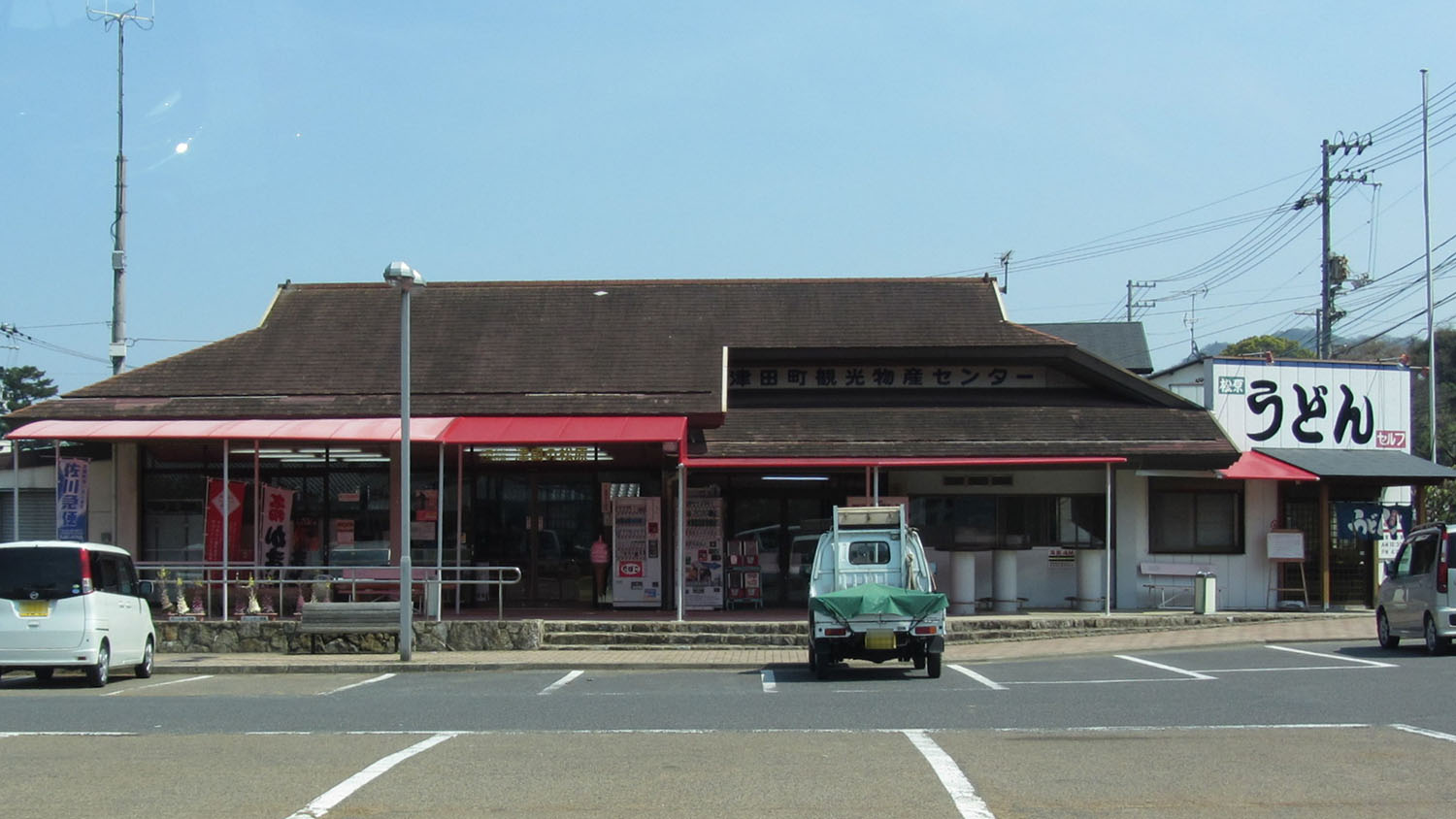
道の駅津田の松原

  - 公益社団法香川県食品衛生協会東讃地区事務所
- さぬき市立津田こども園
- さぬき市立津田小学校
- 香川県立津田高等学校
- さぬき市立津田公民館
- さぬき市津田体育館
- 日本郵便津田郵便局
- 香川銀行津田支店 - 2021年6月4日（営業最終日）をもって志度支店にブランチインブランチ
- 香川県農業協同組合津田支店
- 琴林公園
- 道の駅津田の松原
- 国道11号
- 香川県道122号津田引田線
- 香川県道134号讃岐津田停車場線
- 高松自動車道

## 接続交通機関
路線バス
- さぬき市コミュニティバス
  - 小田・津田・鶴羽線
    - 大山上 行、天神下 行、大空口 行

  - 寒川・津田・志度線
    - さぬき市民病院前 行、津田出張所 行、JR志度駅 行、さぬき市役所 行

※両路線とも、駅前には乗り入れない。国道11号に「JR津田駅前」という停留所がある。
タクシー
- 大川交通

## 隣の駅
四国旅客鉄道（JR四国）
■高徳線
- 特急「うずしお」一部停車駅

■普通
神前駅 (T16) - 讃岐津田駅 (T15) - 鶴羽駅 (T14)